# Puzzle PostCards
Puzzle PostCards – kombinacja kartki pocztowej i puzzli. Sam pomysł ma wiele realizacji na świecie. Firma Puzzle PostCards Publishing opatentowała metodę produkcji oraz materiały używane przy wyrobie puzzle PostCards, tak aby gotowy produkt nie był zwykłą kartką.
Pocztówki Puzzle Postcards standardowo używane są w wymiarze 10 x 15 cm, z 15-sto częściowymi puzzlami.
Jest wiele możliwości wykorzystanie kartek puzzle PostCards. Mogą być tworzone jako reklama usług, turystyki oraz kartki okolicznościowe.